# Bret Weinstein
Bret Samuel Weinstein, född 21 februari 1969 i Los Angeles i Kalifornien, är en amerikansk evolutionsbiolog. Under sina studier på grundnivå vid University of California, Santa Cruz studerade han under Robert Trivers och han gjorde sedan sin doktorsavhandling med Richard D. Alexander som handledare vid University of Michigan. Weinstein har tidigare undervisat om evolutionsteori vid Evergreen State College i Olympia, Washington. Han har gästat poddradioprogrammet The Joe Rogan Experience. Han är gift med Heather Heying som också är biolog. Han är bror med matematikern Eric Weinstein.